# Вільхівці (Кам'янець-Подільський район)
Вільхі́вці — село в Україні, у Закупненській селищній громаді Кам'янець-Подільського району Хмельницької області.

## Географія
Подільське село Вільхівці розташоване на подільській височині, в західній частині України, на річці Муха, за 5 км. автодорогами від Гусятина та за 62 км. від міста Кам'янець-Подільський.

### Клімат
Вільхівці знаходяться в межах вологого континентального клімату із теплим літом.

## Історія
Вперше поселення письмово згадане у 1469 році, коли було надане Свирчу, як резиденцію з правом проживання та зобов'язанням служити 1-м списом та 1-м лучником, 1493 році - в люстрації Подільського воєводства.  Подільський хорунжий Адам Свірч був власником села у 1507- 1516. У 1516 році Станіслав Лянцкоронський викупляє в Адама Свирча Вільхівці. 1552 рік - 9 димів, тобто господарств та податок зі священика.  В 1559 році Вільхівці належали Івану Свірчу-старшому, по 1578 -  дочкам Івана Свірча-молодшого. В XVII столітті перемишльському стольнику — Юрію Володийовському, а пізніше летичівському стольнику —Станіславу Маковецькому. В XVIII столітті Вільхівці належали Потоцьким, а в 1803 від Потоцьких Вільхівці купив Микола Маковецький. В 1853 Ядвига Маковецька отримала Вільхівці в посаг і таким чином село перейшло до Червінських.
На річці Вільхівчик в кінці ХІХ століття було три млини. Також, в цей період Вільхівцях було 1560 мешканців (760 чоловіків і 800 жінок).
В 1829 році коштом Миколи Маковецького була збудована кам'яна церква.
В 1873 році знайдено скарб 50 срібних литовських монет, за повідомленнями краєзнавця Юхима Сіцінського.
26 жовтня 1921 р. під час Листопадового рейду під Вільхівцями передовий роз'їзд Подільської групи (командувач Михайло Палій-Сидорянський) Армії Української Народної Республіки, очолюваний Дмитром Зоренком та Іваном Липовецьким, розгромив московський загін, що супроводжував валку з 12-14 возів. Було вбито 14 ворожих бійців і захоплено скоростріл типу «Максим» на тачанці, одного коня з сідлом та одного воза з парою коней, на якому виявилося 30000 набоїв. У самому селі Подільська група захопила московську навчальну команду у 60 осіб з двома скорострілами.
Внаслідок поразки визвольних змагань на початку XX століття, село надовго окуповане російсько-більшовицькими загарбниками.
Радянська окупація принесла колективізацію та розкуркулення, мешканці села зазнали репресій.
В 1932–1933 селяни села пережили сталінський голодомор.  З 1 вересня 1932 р. Тодось Осьмачка (видатний український поет) працював в с. Вільхівці. 
З 1991 року в складі незалежної України.
12 червня 2020 року шляхом об'єднання сільських рад, село увійшло до складу Закупненської селищної громади.
17 липня 2020 року, в результаті адміністративно-територіальної реформи та ліквідації Чемеровецького району, село увійшло до складу Кам'янець-Подільського району.

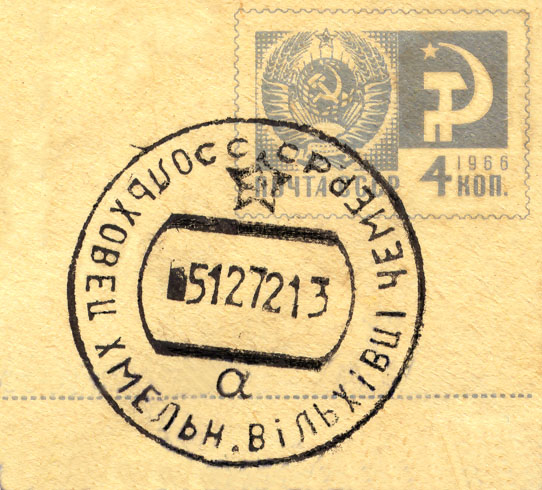
Календарний поштовий штемпель села Вільхівці 1972 року

## Населення
Населення становить 1505 осіб на 2001 рік.

### Мова
У селі поширені західноподільська говірка та південноподільська говірка, що відносяться до подільського говору, який належить до південно-західного наріччя.
Розподіл населення за рідною мовою за даними перепису 2001 року:
| Мова       | Відсоток |
| ---------- | -------- |
| українська | 99,34%   |
| російська  | 0,66%    |

## Релігія
- Церква Святих Кирила і Мефодія (ПЦУ)

## Пам'ятки
- Старовинний цвинтар.[6]

Пам'ятки природи:
- Вільховецькі товтри — ботанічний заказник місцевого значення.
- Село лежить у межах національного природного парку «Подільські Товтри».

## Відомі люди
- Волошин Ігор Олексійович (1969—2015) — солдат Збройних сил України, учасник російсько-української війни 2014—2017.
- Костилюк Василь Лаврентійович (03.01.1937) — український музикант, педагог, лауреат літературно-мистецької премії імені Сидора Воробкевича.
- Червонюк Галина (1953) — українська майстриня, займається вишивкою сорочок, рушників, подушок, ікон[7].
- Тодось Осьмачка (1895 - 1962) - український письменник, поет. Представник символізму, експресіонізму та неоромантизму.

## Світлини

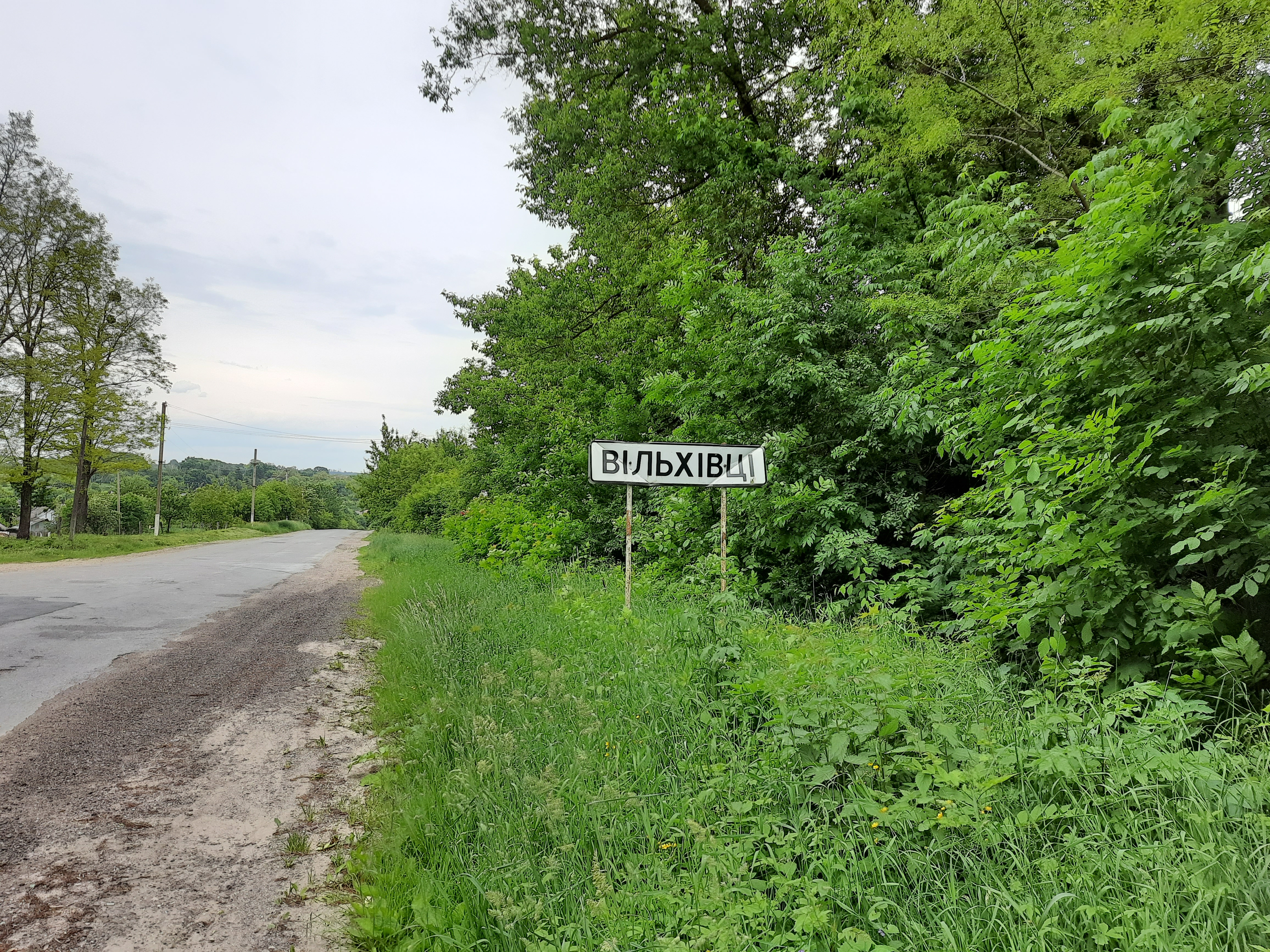
В'їзд у село
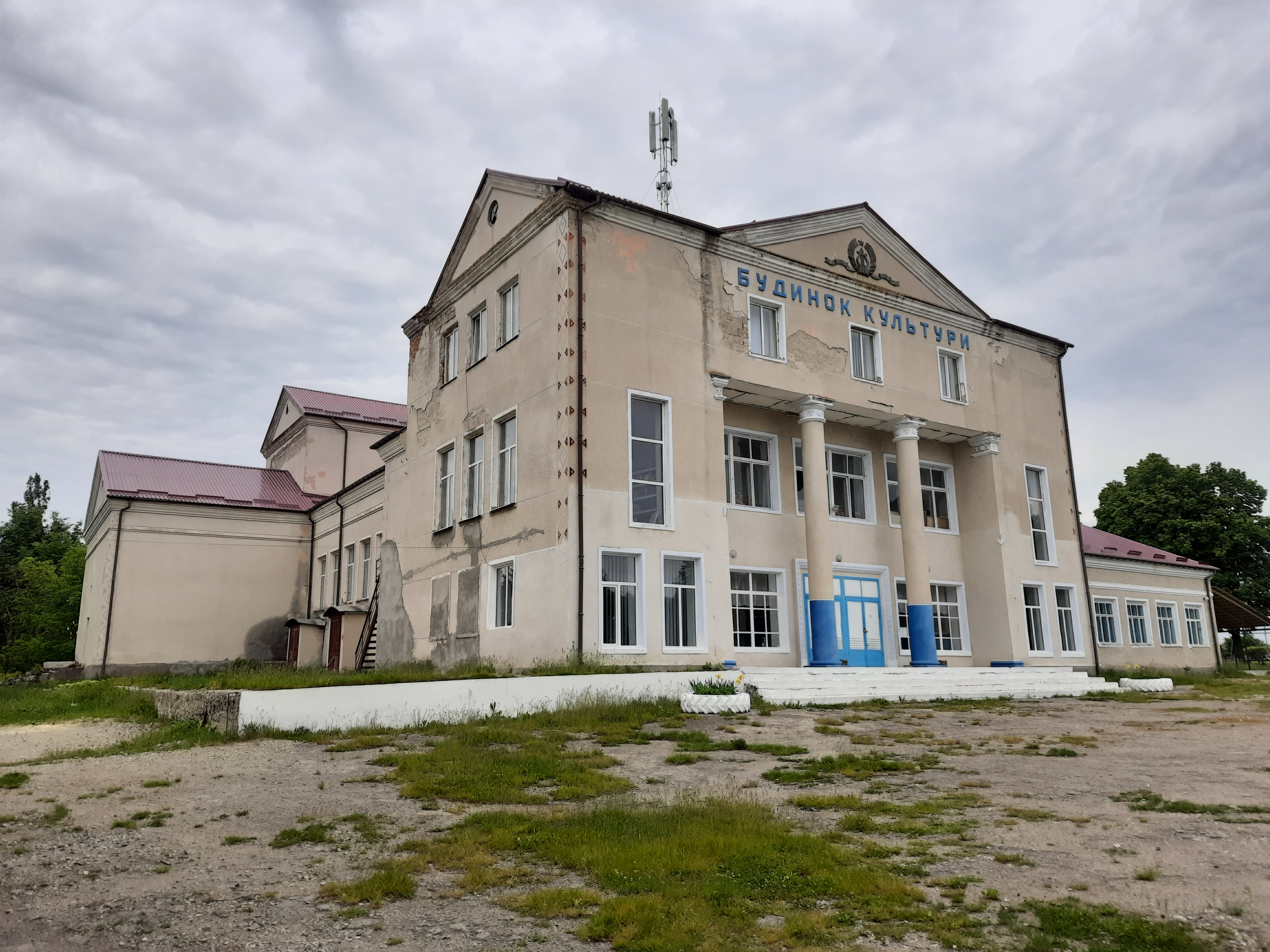
Будинок культури
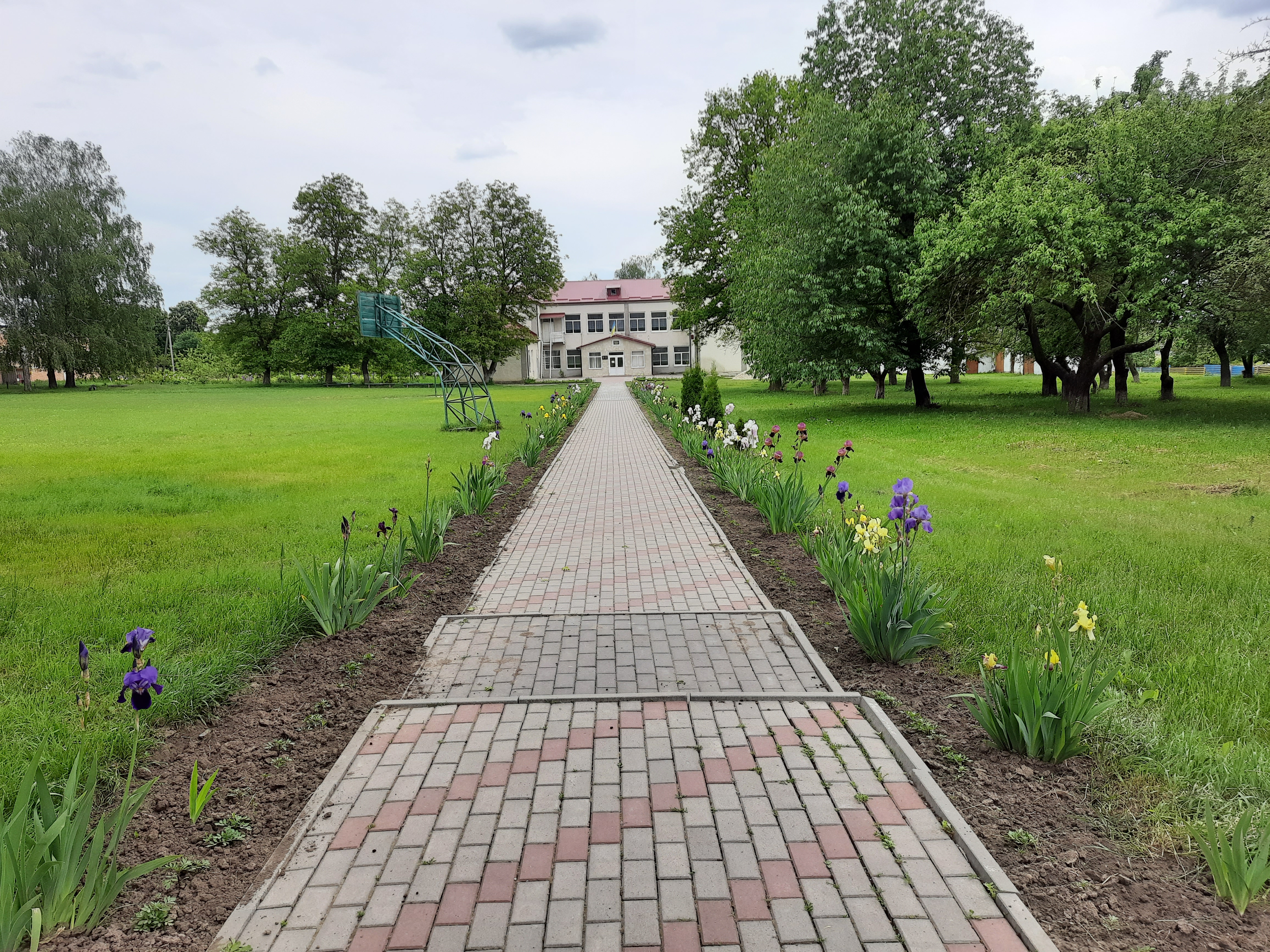
Школа
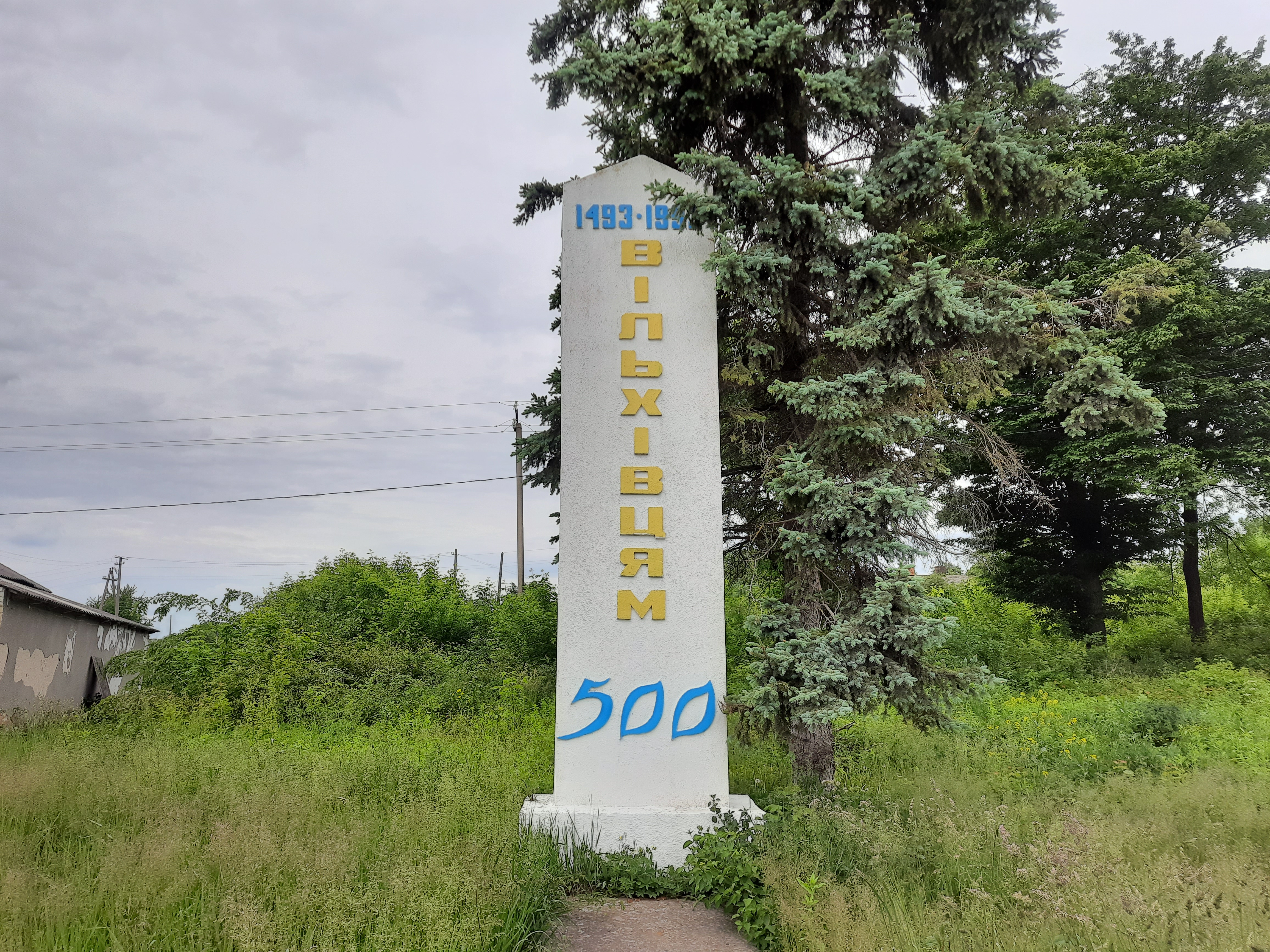
Пам'ятний знак в честь 500 - ліття села
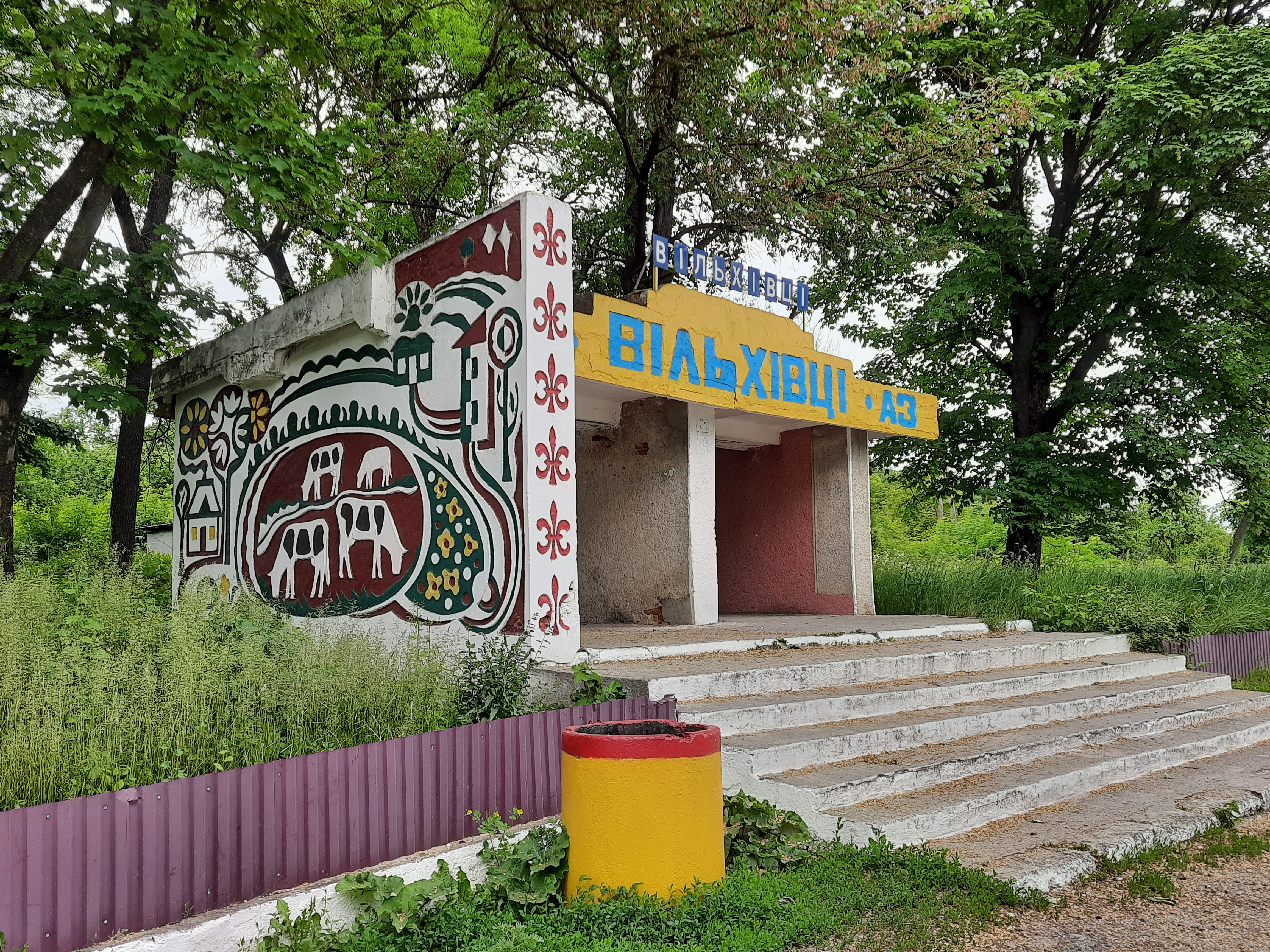
Автобусна зупинка
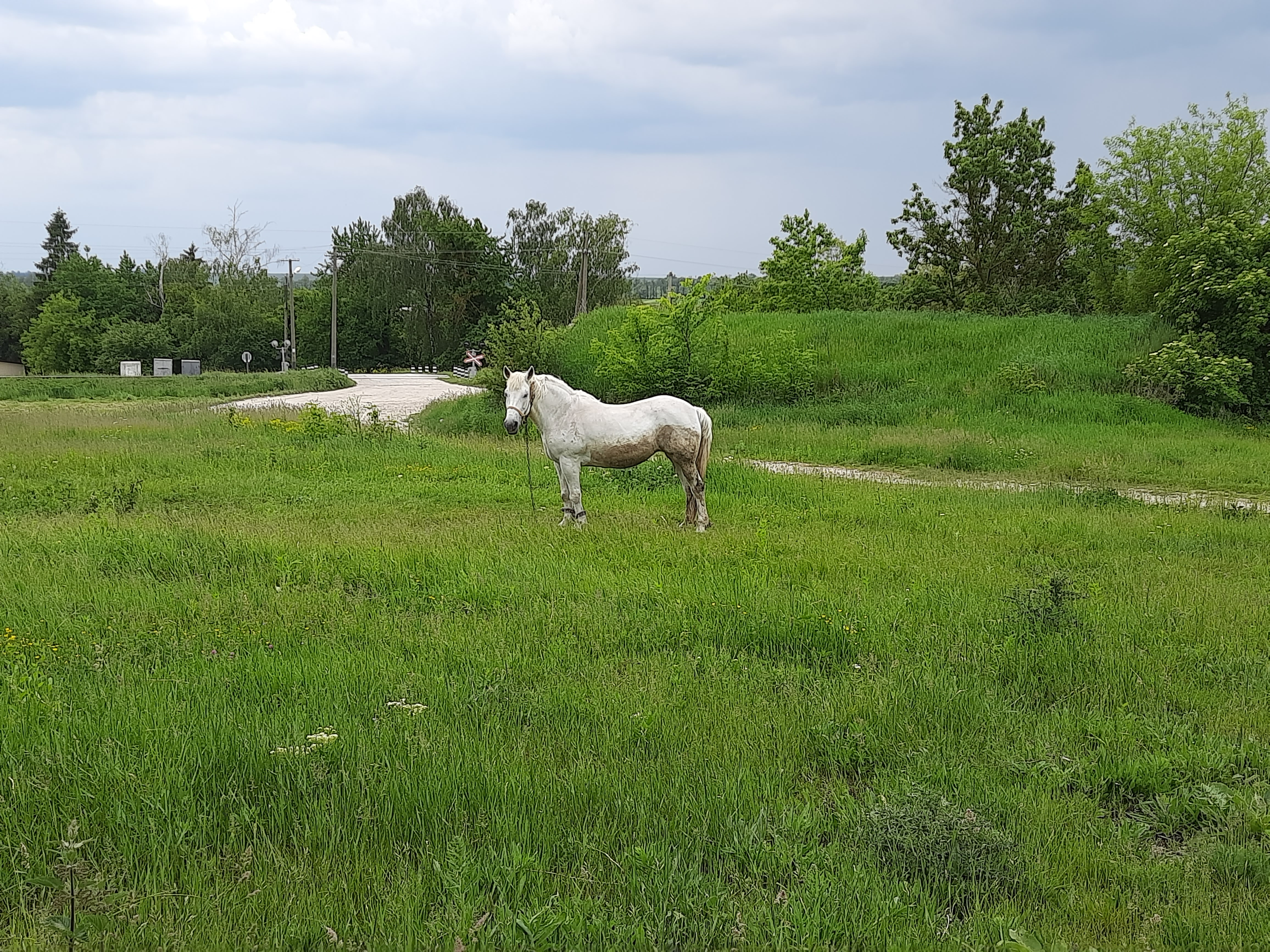
Сільські краєвиди